# Sophus Birket-Smith

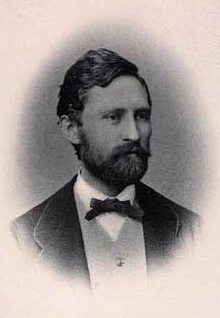
Sophus Birket-Smith, 1870er Jahre

Sophus Lauritz Henrik Christian Julius Birket-Smith (* 28. April 1838 in Randers; † 1. Oktober 1919 in Kopenhagen) war ein dänischer Bibliothekar und Literaturhistoriker.

## Leben und Werk
Sophus Birket-Smith studierte in Kopenhagen Medizin, widmete sich aber später ganz der Literatur- und Kunstgeschichte. Er arbeitete kurze Zeit als Assistent bei dem königlichen Antikenkabinett und veröffentlichte als erstes Werk Kort Veiledning i Antikkabinettet i Kjøbenhavn (1861; 2. Aufl., Kopenhagen 1864), das gleich allgemeine Anerkennung fand. 1863 wurde er Assistent der Kopenhagener Universitätsbibliothek, nahm aber im folgenden Jahr am Deutsch-Dänischen Krieg teil. An der Universitätsbibliothek widmete er sich dann eifrig dem Studium der dänischen Geschichte, insbesondere der Literaturgeschichte vor Holberg. 1880 wurde er Leiter der Universitätsbibliothek und erhielt 1893 den Titel Oberbibliothekar. Neben seiner Tätigkeit als Universitätsbibliothekar war er Archivar am Universitätsarchiv und Privatbibliothekar Christians IX.
Birket-Smith war ein hervorragender Kenner der älteren dänischen Geschichte und Literatur. Eine Reihe Untersuchungen erschienen in Danske Samlinger for Historie, Topographi, Personal- og Literaturhistorie (Kopenhagen 1865–79). Von seinen Ausgaben älterer dänischer Schauspiele sind hervorzuheben: Ludus de sancto Kanuto duce (Kopenhagen 1868), Tobiæ Komedie (Kopenhagen 1887) und Peder Helgelunds Susanna og Calumnia (Kopenhagen 1890). Vor allem aber veröffentlichte er die damals wiederentdeckte Autobiographie von Leonora Christina Ulfeldt, der Tochter König Christians IV., über ihren langjährigen Gefängnisaufenthalt (Jammers Minde, 1869; 3. Aufl. 1885; Volksausgaben 1887 und 1900). Dieser Schrift ließ Birket-Smith 1872 eine Schrift über ihren Aufenthalt in Maribo und danach eine eingehende Biographie Leonora Christina Ulfeldts folgen: Leonora Christina Grevinde Ulfeldts Historie (2 Bde., Kopenhagen 1879–81; gekürzte Volksausgabe in 1 Bd., 1887). Außerdem gab er die Autobiographien Otto Sperlings (Dr. med. Otto Sperlings Selvbiografi, oversat i Uddrag, 1885) und Johan Monrads (Etatsraad Johan Monrads Selvbiografi, Kopenhagen 1888) heraus.
Ferner erschienen u. a. folgende Werke von Birket-Smith:
- Om Kjøbenhavns Universitetsbibliothek før 1728, 1882
- Studier paa det gamle danske Skuespils Omraade, 2 Bde., 1883–96
- Til Belysning of litterære Personer og Forhold i Slutningen af det 18. og Begyndelsen af det 19. Aarhundrede, Kopenhagen 1884
- Kjøbenhavns Universitets Matrikkel 1611-1740, 2 Bde., Kopenhagen 1890–94